# P&I-club
Een P&I-club is een onderlinge verzekeringsmaatschappij waartoe verschillende rederijen als lid behoren. Het doel van een P&I-club is de leden te beschermen tegen claims van derden.
P&I staat voor protection and indemnity, protection voor bescherming tegen de aansprakelijkheid van de eigenaar van het schip, indemnity op aansprakelijkheid die het uitbaten van het schip met zich meebrengt. P&I-clubs voorzien in verzekeringen voor risico's die gewone verzekeringsmaatschappijen niet willen dekken.
Voorbeelden van claims van derden: claim wegens een ongeval met verwondingen of de dood van het bemanningslid of passagier tot gevolg, diefstal en/of schade aan de lading en vervuiling zoals olierampen. Een P&I-club heeft er dus belang bij om schadeclaims te voorkomen. Zij geven checklists en adviezen omtrent ladingsbehandeling uit, zoals met betrekking tot het veilig stuwen van lading, die door koopvaardij-officieren kunnen worden geraadpleegd.
P&I-clubs zullen een rederij die bij hen is ingeschreven adviseren tijdens onderhandelingen of een juridisch geschil over een schadeclaim. Rederijen dienen voor hun lidmaatschap een bijdrage te leveren: de call. De grootte van de bijdrage hangt af van lid tot lid, of de desbetreffende rederij een lange voorgeschiedenis met betrekking tot claims van derden heeft, in welke regio van de wereld de schepen opereren, bij welke vlaggenstaat de schepen zijn ingeschreven en de nationaliteit van de bemanning van de schepen.
Wereldwijd zijn er 12 afzonderlijke en onafhankelijke P&I-clubs actief, die deel uitmaken van de International Group of P&I Clubs. Bij een aantal van deze clubs zijn herverzekerende dochterondernemingen aangesloten.

## International Group van P&I-clubs
- American Steamship Owners Mutual Protection and Indemnity Association, Inc, ook wel the American Club, opgericht in New York in 1917. Dit is de enige onderlinge maritieme aansprakelijkheidsverzekeraar die gevestigd is in de Verenigde Staten. De P&I aangeboden door the American Club onderscheidt zich van de gewone vormen van maritieme verzekeringen, op basis van het not-for-profitprincipe van wederkerigheid, waar leden van de Club zowel de verzekeraars en verzekerden zijn. De P&I-voorwaarden staan beschreven in de bedrijfseigen regels. Er bestaat een onderverdeling in drie klassen: vracht, demurrage en Defensie (FD&D) en verzekeringen voor risico's van bevrachters.[1]
- Skuld Mutual Protection and Indemnity Association (Bermuda) Ltd., maakt deel uit van Assuranceforeningen Skuld, een maritiem verzekeraar die een breed scala aan verzekeringsproducten biedt, bestaande uit drie marktsegmenten: Skuld P&I, Skuld Offshore en Skuld 1897 - een syndicaat bij Lloyd's. Daarnaast zijn er twee dienstverlenende bedrijven: Asta en Skuld Services. Skuld P&I was de eerst P&I-club die buiten het Verenigd Koninkrijk werd opgericht in 1897 in Oslo, Noorwegen. Het is een onderlinge aansprakelijkheidsverzekeraar dat eigendom is en rechtstreeks gecontroleerd wordt door haar leden. Ongeveer 40% van de tonnage binnengebracht in de club blijft onder Scandinavische toezicht. Dit reflecteert de traditionele balans van de club tussen de Scandinavische en niet-Scandinavische handel.[2]
- Gard P&I (Bermuda) Ltd., maakt deel uit van Assuranceforeningen Gard, opgericht in 1907 in Arendal, Noorwegen. In 1988 werd Gard P&I Ltd. (Bermuda) opgericht. Oorspronkelijk werden alleen de P&I-risico's van zeilschepen verzekerd. Later verbreedde de onderneming haar werkingsgebied tot verzekeren van stoomschepen en tankers en vervolgens naar de offshore-energie (2004) en de romp en machines markten.[3]
- The Brittania Steam Ship Insurance Association Ltd., stapte in het bedrijfsleven in 1855. Het is de oudste P&I-club op de markt en een van de leiders in de International Group van P&I-clubs. Het werkt in nauw verband samen met zijn leden volgens een principe van wederkerigheid, onafhankelijk van de aandeelhouders. De kernactiviteit van Brittania omvat P&I- en FD&D-verzekeringen.[4]
- The Japan Ship Owners' Mutual Protection & Indemnity Association, werd opgericht in 1950 conform aan de Shipowners Mutual Insurance Association law. De Japan P&I Club werd lid van de International Group van P&I Clubs in 1976. De bescherming en schadeloosstelling dekt een breed spectrum aan kosten, uitgaven en aansprakelijkheden beschreven in de bedrijfseigen regels en circulaires. Hoofdzakelijk P&I- en FD&D-verzekeringen.[5]
- The London Steam-Ship Owners' Mutual Insurance Association Ltd., is een van de grootste onderlinge aansprakelijkheidsverzekeraars ter wereld. De London P&I Club speelt een belangrijke rol bij de coördinatie en de bevordering van de collectieve kracht van de P&I-industrie namens de wereldwijde rederijgemeenschap. Het biedt ook FD&D- en oorlogrisicoverzekering alsmede een dekking voor de bevrachters en eigenaars van kleine schepen t/m 7500 bruto-tonnage.[6]
- The Shipowners' Mutual Protection & Indemnity Association, opgericht in 1855 in London, is een onderlinge aansprakelijkheidsverzekeraar. Het biedt  P&I, FD&D en de bijbehorende verzekeringen voor kleinere en gespecialiseerde reders, operators en bevrachters. De verzekering wordt ter beschikking gesteld van de volgende scheepstypen: binnenvaart, vracht, visserij, offshore, passagier/tourboot, tanker en jacht.[7]
- NorthStandard Ltd, is een onderlinge aansprakelijkheidsverzekeraar, eigendom van de rederijleden en bestuurd door een raad van bestuur. In 2023 zijn The North of England en The Standard Club samengevoegd tot NorthStandard en hebben nu gezamenlijk 160 miljoen GT aan tonnage verzekerd. [8]
- The Steamship Mutual Underwriting Association (Bermuda) Ltd.
- Sveriges Ångfartygs Assurans Förening, ook wel the Swedish Club, een leider op het gebied aansprakelijkheidsverzekeringen, een P&I-club met de hoofdzetel in Göteborg, Zweden en opgericht in 1872. Eigendom van en beheerd onder de directe controle van de leden. Alle strategische beslissingen worden genomen door een Raad van Bestuur bestaande uit de leden. De club functioneert op basis van principe van wederkerigheid, wat inhoudt dat de belangen van de club identiek zijn aan de belangen van de leden. De onderlinge doelstellingen omvatten de veilige en milieuverontreiniging vrije werking van schepen.[9]
- United Kingdom Mutual Steam Ship Assurance Association (Bermuda) Ltd., beter bekend als UK P&I Club is een van de oudste P&I-clubs in de wereld. Het biedt bescherming- en vergoedingverzekeringen ten aanzien van derden voortvloeiend uit het bezit van schepen of het bedienen van schepen als opdrachtgevers. Het is een van de grootste onderlinge aansprakelijkheidsverzekeraars van de internationale groep, dat meer dan 200 miljoen ton van zowel eigen als ingehuurde schepen verzekert uit meer dan vijftig landen over de hele wereld.[10]
- The West of England Ship Owners Mutual Insurance Association, is een van de leiders op het vlak van onderlinge aansprakelijkheidsverzekeringen. Oorspronkelijk gevormd als een Britse onderlinge, vertegenwoordigt de club reders al meer dan 150 jaar. De organisatie verzekert containerschepen, tankers, bulkcarriers, passagiersschepen, algemene vrachtschepen en gespecialiseerde vaartuigen met leden variërend van staatsbedrijfvloten en grote bedrijven tot kleine particuliere bedrijven.[11]